# René Marigil
René Marigil de Mingo, né le 24 octobre 1928 à Carmaux en France - mort le 25 octobre 2009 à Sagonte en Espagne, est un coureur cycliste espagnol. Professionnel de 1955 à 1962, il a notamment remporté une étape du Tour d'Espagne 1958 et le Tour du Levant en 1956.
Ses talents de grimpeur lui ont permis d'accomplir des performances remarquables sur des parcours montagneux, en Espagne ou en France, en particulier lorsqu'il passa en tête du col de la Croix-de-Fer dans le Tour de France 1956.

## Palmarès
- 1953
  - 2e du championnat d'Espagne sur route indépendants
- 1954
  - Grand Prix d'Andalousie
- 1955
  - 3e du Tour de Galice
- 1956
  - Tour du Levant
  - Barcelone-Berga
  - 2e étape du Tour de Majorque
  - 2e du Trofeo del Sprint
- 1957
  - 2e étape du Tour d'Andalousie
  - GP Pascuas
  - 5e étape du Tour des Asturies
  - 2e du Tour des Asturies
  - 2e du championnat d'Espagne de la montagne
  - 2e du championnat d'Espagne sur route
  - 3e du Tour de Catalogne
- 1958
  - 11e étape du Tour d'Espagne
- 1959
  - 7e étape du Tour d'Andalousie
- 1960
  - 4e étape de la Bicyclette basque
- 1962
  - 7e étape du Tour d'Andalousie

## Résultats sur les grands tours

### Tour de France
4 participations
- 1956 : 58e
- 1959 : abandon (19e étape)
- 1960 : 62e
- 1961 : 62e

### Tour d'Espagne
8 participations
- 1955 : abandon (14e étape),  maillot jaune pendant 2 jours
- 1956 : 21e
- 1957 : abandon (15e étape)
- 1958 : 19e, vainqueur de la 11e étape
- 1959 : 12e
- 1960 : 13e
- 1961 : 16e
- 1962 : 16e